# GLOBAL BUSINESS CHARGE
『SEVEN BANK GLOBAL BUSINESS CHARGE』（セブンバンク グローバルビジネスチャージ）は、2023年7月31日からJ-WAVEで放送されているラジオ番組。セブン銀行の単独提供で放送。

## 概要
日本マイクロソフトの西脇資哲がナビゲーターを務めているトーク番組で、革新的な事業を展開している企業の代表者やその他の著名人をゲストに迎えてのトークを実施している。
番組は週4日間の帯で放送。2024年3月まではワイド番組『JAM THE PLANET』内で放送されるコーナー番組であったが、同年4月からは『JAM THE PLANET』の直後の時間帯に単独番組として放送されている。

## 放送時間
以下の時間は日本標準時に基づく。
- 月曜 - 木曜 21:35 - 21:45（2023年7月31日 - 2024年3月28日） - 『JAM THE PLANET』内で放送。
- 月曜 - 木曜 21:45 - 22:00（2024年4月1日 - ）